# Genoa Cricket and Football Club (pallacanestro)
Quella che fu nota come F.B.C. Genoa è stata la sezione di pallacanestro della polisportiva Genoa Cricket and Football Club. Essa venne inaugurata nel luglio 1945.

## Storia

### Sezione femminile
Nata nel luglio 1945, la sezione genoana di pallacanestro nella stagione d'esordio ottenne il terzo posto su quattro della Semifinale A.
La stagione seguente, chiuse l'annata al quarto ed ultimo posto del Girone 3.
La sezione chiuse i battenti al termine della stagione sportiva. Tra le giocatrici rossoblu è da segnalare la nazionale italiana Anita Falcidieno, vincitrice del campionato europeo femminile di pallacanestro 1938.

### Sezione maschile
Nata nel luglio 1945, la sezione genoana di pallacanestro nella stagione d'esordio ottenne il quarto ed ultimo posto del Girone finale Nord B.
La stagione seguente, dopo aver vinto il Girone VI, chiuse l'anno al terzo ed ultimo posto del girone semifinale C, dietro il Pallacanestro Como ed i futuri campioni nazionali del Virtus Bologna.
I cestisti schierati dai rossoblu furono: Vitale (capitano), Bresciani, Bruzzone, Canepa, Curelich, Giometti, Giotto, Scotto, Strassera e Urbinati.
La sezione chiuse i battenti al termine della stagione sportiva.

## Presidenti
Presidente genoano sino al luglio 1945 fu Aldo Mairano, che dall'anno successivo fu presidente della Federazione Italiana Pallacanestro. La sezione chiuse i battenti sotto la presidenza di Giovanni Peragallo. 
- 1945  Aldo Mairano
- 1945-1946  Antonio Lorenzo
- 1946  Edoardo Pasteur
- 1946  Giovanni Peragallo
- 1946-1947  Massimo Poggi